# Mordella bruchi
Mordella bruchi es una especie de coleóptero de la familia Mordellidae.

## Distribución geográfica
Habita en Argentina.